# Avskrivning (juridik)
Avskrivning är inom juridiken att en domstol eller en myndighet avslutar ett påbörjat ärende utan att fatta ett beslut om sakfrågan. Orsaken kan vara till exempel att den som ansökt drar tillbaka sin ansökan eller att händelser har inträffat som gör att situationen kan ha förändrats och att det då inte längre finns något skäl att fatta beslut i ärendet. Avskrivning görs genom ett särskilt beslut om att skriva av ärendet.